# Fossilgas

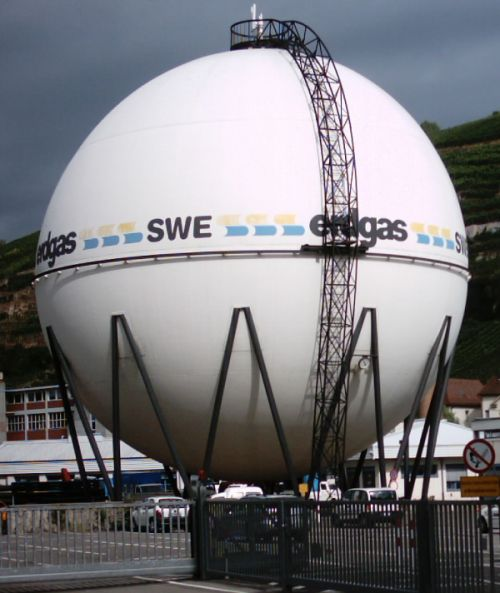
En cistern för fossilgas

Fossilgas, eller naturgas, på finlandssvenska också jordgas, är en blandning av gaser, huvudsakligen metan, som finns i fickor i jordskorpan.
Gasen bildas när lager av sönderfallande växt- och djurämnen utsätts för intensiv värme och tryck under jordytan under miljoner år och har därmed ett fossilt ursprung. Energin som växterna ursprungligen fått från solen lagras i gasen.
Fossilgas är en icke förnybar energikälla som utvinns ur separata gasfyndigheter och i samband med oljeutvinning. Den används i bland annat värme, matlagning och elproduktion, som bränsle för fordon och som kemisk råvara vid tillverkning av bland annat plast.

## Terminologi
Både fossilgas och biogas består framför allt av metan, vilket gör att de två gaserna i de flesta sammanhang är utbytbara.
Termen naturgas har länge varit omdebatterad och beskrivits som ett exempel på greenwashing, då termen inte speglar att det rör sig om ett fossilt bränsle.
I december 2022 ändrade Institutet för språk och folkminnen det föredragna ordet för gasen till fossilgas i Rikstermbanken efter en utredning av deras experter i Hållbarhetstermgruppen.
Hållbarhetstermlistan på ISOF anger att termen naturgas har funnits sedan 1800-talet som ett samlingsnamn på gas som bildats naturligt och inte på konstgjord väg. Termen fossilgas har använts sedan 1990-talet och är en bestämning som tydliggör att gasen har fossilt ursprung och gör det enklare att skilja olika gaser åt; t.ex. behöver gasen kunna skiljas från biogas. Hållbarhetstermlistan anger fossilgas som huvudterm och naturgas som synonym. 
Metan som släpps ut oförbränd i atmosfären ger en betydande växthuseffekt, medan den vid förbränning reagerar med luftens syre och bildar vatten och koldioxid. Exakt hur den påverkar den globala uppvärmningen är omdebatterat. Förespråkare argumenterar för att fossilgas kan användas som övergångsbränsle, då gas per energimängd ger ungefär hälften så stora utsläpp av koldioxid än olja och kol. Kritiker menar att satsningar på fossilgas binder oss vid fossila bränslen under lång tid framåt. De framhåller också att oförbränd metangas som släpps ut i atmosfären är en 80 gånger starkare växthusgas än koldioxid, vilket gör att även relativt små läckage vid hantering av fossilgas kan ge betydande bidrag till växthuseffekt. Dessa bidrag kan helt omintetgöra den klimatnytta som erhålls vid övergång från kol och olja till gas.

## Egenskaper
Huvudmolekylen i fossilgas - det enklaste kolvätet metan - innehåller endast en kolatom (den kemiska formeln är CH4). Vanligtvis innehåller gasen också mindre mängder av andra kolväten.
Vid utvinning varierar andelen metan från omkring 70 procent och uppåt. Ofta avskiljs andra gaser, till exempel etan, propan, butan, innan gasen går vidare till slutanvändare. En viss mängd av bland annat etan och propan finns vanligen kvar även efter avskiljningen. Sammansättningen varierar något från land till land. I det svenska nätet innehåller fossilgasen 90 procent metan, 6 procent etan och 2 procent propan.
Fossilgas fortsätter att vara i gasform även om gasen utsätts för mycket höga tryck. Om fossilgasen kyls ner till -163 °C övergår den till flytande form (LNG). Flytande gas tar upp 1/600 så mycket utrymme som fossilgas i gasform.
Fossilgas mäts vanligen i kubikmeter (m³). Med begreppet normalkubikmeter (Nm³) menas 1 kubikmeter fossilgas vid trycket 1,01325 bar och temperaturen 0 °C.

## Användning
Fossilgas används främst på norra halvklotet. Nordamerika och Europa är stora konsumenter. I Sverige har fossilgas använts som energikälla sedan mitten av 1980-talet.
Fossilgas är världens tredje viktigaste energikälla efter olja och kol . Idag svarar fossilgas för 20–25 procent av den globala energiförsörjningen.

### Industri
Fossilgas används inom industrin som råvara till produktion av kemikalier som till exempel metanol, syntesgas och ammoniak. Fossilgaskondensat (etan, propan, butan och lättbensin nafta) används som råvara för att producera främst eten och propen, som i sin tur används för tillverkning av polyeten-, PVC-, polypropen-plast och etenoxid.

### Elproduktion och fjärrvärme
Fossilgas är en viktig källa för elproduktion. Elen framställs i kraftvärmeverk genom att fossilgas bränns i en gasturbin som är ansluten till en generator. Avgaserna från förbränningen är mycket heta, vilket kan användas för att producera ytterligare el med hjälp av ångturbiner, eller till fjärrvärme.

### Transport
I Sverige finns omkring 55 000 fordon som drivs på fordonsgas, både personbilar, bussar och tunga transporter. Fordonsgas tankas i komprimerad gasform (CNG) eller i flytande form (LNG) och består av biogas, fossilgas eller en kombination. Sedan 2018 är andelen biogas i komprimerad fordonsgas över 90%. I den mindre använda flytande fordonsgasen är andelen biogas runt 29%. I början av 2020 fanns över 190 allmänna tankställen för komprimerad fossilgas i Sverige, och 17 tankställen för flytande fossilgas.
Fossilgas har lyfts fram som ett miljövänligare alternativ till olja i fartygsbränsle, i och med nya krav på klimatvänliga transporter till sjöss. Stora investeringar har därför gjorts för att ställa om lastfartyg och färjor. Uppskattningarna om hur mycket rederier som ställer om till fossilgas kommer att minska sin klimatverkan varierar dock stort.. Fossilgasens framtid som fartygsbränsle är fortfarande osäker.
Både komprimerad och flytande fossilgas har också använts som bränsle i flygplan.
Elon Musks raketmotor Raptor, tänkt att ta människor till Mars, drivs en blandning av flytande syre och metan. Också Blue Origin utvecklar en raketmotor som drivs med hjälp av fossilgas.

### Hushåll
Fossilgas används i hushåll för uppvärmning med gaspanna och matlagning med gasspis. Stadsgas, en blandning av metan och luft, transporteras i ett separat gasnät och används framför allt till matlagning. Ett hushåll måste vara anslutet till ett av Sveriges två gasnät (i Västsverige och i Stockholm) för att kunna använda gas i sin bostad.

### Väte
År 2019 tillverkades 98 % av all vätgas av fossilgas. Bränslecellsbilar drivs av komprimerad vätgas och flytande väte har länge använts som bland annat raketbränsle. Sovjetunionen experimenterade 1988 med att driva passagerarflygplanet Tupolev Tu-155 med flytande väte.

### Konstgödsel
Fossilgas används i Haber–Bosch-processen för att producera ammoniak till konstgödsel.

### Foder
Proteinrika djur- och fiskfoder produceras av fossilgas.

## Miljöpåverkan
Fossilgas är ett fossilt bränsle. Under lång tid har benämningen naturgas varit dominerande, men under 2000-talet har benämningen fossilgas tagit över, vilket betonar att gasen har samma grundläggande miljöpåverkan som kol och olja.
Fossilgasens miljöpåverkan är framför allt att den bidrar till den globala uppvärmningen. Annan påverkan är farligt avfall och giftiga läckor vid utvinning.

### Klimatet
Metan, som är huvudbeståndsdelen i fossilgas, är en mycket potent växhusgas och bidrar därför till den ökade växthuseffekten. Vid förbränning av metan bildas koldioxid, vilket även bidrar till växthuseffekten. 
Gasen har under 2010-talet beskrivits som ett så kallat övergångsbränsle, som kan ersätta olja och kol fram tills det finns bättre alternativ. Förespråkare för tanken om övergångsbränsle argumenterar att fossilgas är en effektiv strategi att snabbt sänka utsläppen och det billigaste sättet att leva upp till Parisavtalet. Dessutom, menar förespråkare, kan den infrastruktur som vi idag bygger till fossilgas också användas i framtiden. Men då istället till miljövänligare alternativ som biogas och syntetisk fossilgas (så kallad Power to Gas, förkortat P2G).
Kritiker argumenterar att fossilgas i sig har en för stor påverkan på klimatet. Dels genom metanutsläpp vid utvinning, och dels genom koldioxidutsläpp vid förbränning. Bloomberg New Energy Finance (BNEF) simulerade 2018 ett scenario där den globala kolanvändningen fasades ut till 2035. Experimentet visade att gas skulle fylla ca 70 procent av tomrummet, vilket skulle vara oförenligt med 1,5-gradersmålet.
Istället, menar kritiker, skulle ekonomiska resurser göra mer nytta om de satsas direkt på förnybara bränslen. Sedan 2011 är el från vindkraft billigare än fossilgas, och sedan 2015 är solkraft också billigare, även utan de subventioner som gavs i Sverige fram till 2015. Kostnaderna för förnybar energi förväntas dessutom fortsätta minska.

### Koldioxidutsläpp
Fossilgas släpper ut 75% så mycket koldioxid som bensin vid förbränning, och lite mer än hälften så mycket som kol. Förbränning av fossilgas bidrar därför mindre än andra fossila bränslen till den globala uppvärmningen. Men det innebär fortfarande en betydande effekt på klimatet. Den gynnsamma effekten på växthuseffekt av de relativt sett lägre utsläppen av koldioxid kan omintetgöras av läckage av oförbränd metan, som har en betydande växthuseffekt.
Enligt forskning från MIT har lägre priser och större tillgänglighet på fossilgas minskat incitamenten att skapa energieffektiva lösningar. Det leder till att samhället använder mer energi, vilket ökar koldioxidutsläppen.

### Metanläckor
Fossilgas består till ca 95 % av metan.
Metan stannar inte lika länge i atmosfären som koldioxid. Men under de första 20 åren efter utsläpp är metan en 84 gånger så kraftig växthusgas än koldioxid. Det gör metan till en mycket kraftig växthusgas när den släpps ut i atmosfären utan att förbrännas. Fossilgasläckor vid utvinning, transport och bearbetning är därför ett stort miljöproblem.
Metannivåerna i jordens atmosfär har stigit stadigt sedan början av 2000-talet. Men det är osäkert hur mycket av ökningen som kommer från fossilgas.
U.S. Environmental Protection Agency (EPA) uppskattade 2013 att 1,4 % av metanet läcker ut i atmosfären vid utvinning och transport. I en rapport från 2017 uppskattade forskare från NETL att utsläppen ligger på 1,7 %. En studie av 40 olika institutioner från 2018, koordinerad av Environmental Defense Fund, uppskattade att 2,3 % av metanet läcker ut i atmosfären, "tillräckligt för att sudda ut mycket av den klimatvinst som gas har jämfört med kol".
Ny teknik gör det möjligt att bättre mäta läckor. Genom att granska metan i atmosfären visade forskare vid Cornell University 2019 att växande metanutsläpp kan kopplas till skiffergas och skifferolja. När reportrar från NY Times 2019 besökte Permian Basin i USA med avancerade infraröda kameror hittade de sex orapporterade jätteläckor - så kallade super emitters. Sentinel-5P, den första satelliten byggd för att kontinuerligt kunna övervaka metanläckage, sköts upp i oktober 2017. I december 2019 skapade satelliten rubriker efter att den visade att utsläppen från en super emitter i Ohio var mycket högre än det ansvariga företaget hade rapporterat. I april 2020 visade Sentinel-5P att brunnarna i Permian Basin läcker 3,7% av det metan som utvinns.
En spridd metod att hantera läckor är genom elda upp gasen - så kallad gasfackling. Det är vanligt där fossilgas ses som en svårhanterlig restprodukt som är olönsam att ta vara på. 2017 facklades 140 miljarder kubikmeter gas globalt, vid oljefält och inom industrin.
International Energy Agency (IEA) har uppskattat att fossilgasindustrin skulle kunna minska sina metanutsläpp med 75 procent genom tekniska lösningar. En tredjedel av dessa minskningar skulle betala för sig själva genom värdet av den sparade gasen. Tekniken finns redan. Utmaningen, menar IEA, är att skapa incitament för att få industrin att implementera tekniken.

### Hydraulisk spräckning
Huvudartikel: Hydraulisk spräckning
Hydraulisk spräckning, också kallat fracking, är en metod för att utvinna svårtillgänglig fossilgas, ofta så kallad skiffergas. Vid fracking borras horisontella brunnar i marken mer än en kilometer under ytan. Sedan injiceras en högtrycksblandning av vatten, sand och kemikalier i borrhålet för att skapa sprickor i bergformationer och frigöra gasen. Kemikalierna hjälper vattnet att strömma snabbare, dödar bakterier och skyddar rören.
Fracking är kontroversiellt och förknippat med särskilda miljöproblem. Men idag (maj 2020) finns det inte tillräckligt med forskning för att säga exakt hur fracking påverkar hälsa och miljö.
Metoden använder stora mängder vatten, som fraktas till platsen och  pumpas upp från grundvattenbassänger. I områden med vattenbrist kan fracking ha stor påverkan på vattentillgången  . Vattnet som pumpas ned i borrhålet innehåller giftiga kemikalier som riskerar läcka till närliggande grundvatten. Kemikalierna i vattnet, ibland tillsammans med radioaktivitet och giftiga ämnen som finns naturligt i marken, följer med vattnet upp till ytan när det pumpas tillbaka. Väl ovan jord riskerar det spridas i omgivningen och i luften, och måste hanteras som miljöfarligt avfall.
Fracking är förbjudet i flera länder. Frankrike införde ett förbud 2011, Bulgarien under 2012 och Irland 2017. Skottland införde ett moratorium 2015. Det förlängdes i oktober 2019, då fracking inte anses förenligt med Skottlands mål att minska sina klimatutsläpp till netto noll år 2045. Wales införde ett moratorium 2015 och den brittiska regeringen stoppade fracking i England i november 2019. De bedömde att det inte är möjligt att förutse jordbävningar orsakade av fracking. Tyskland förbjöd fracking från okonventionella källor 2017. Nederländerna införde 2015 ett femårigt moratorium mot fracking och 2018 sa landets ekonomi- och klimatminister Eric Wiebes att "Skiffergas är inte längre ett alternativ".

### Andra föroreningar
Fossilgas ger en renare förbränning jämfört med kol, olja och biobränslen. Därför bildas lägre mängder utsläpp av miljö- och hälsoskadliga ämnen som svavel, kväveoxider, tungmetaller, stoft och sot. Det innebär bland annat en bättre arbetsmiljö och mindre slitage vid kraftvärmeverk. Gasfordon ger minskad smog och färre giftiga ämnen i stadsmiljö. Genom att driva fartyg på flytande fossilgas istället för olja minskar utsläpp av svaveldioxid och kväveoxider som påverkar miljön i haven och i luften.

## Säkerhet
Vid utvinning av fossilgas kan arbetare utsättas för svavelväte, en giftig, osynlig och brandfarlig gas som kan vara dödlig vid kontakt.
Utvinning kan orsaka sättningar när trycket från underjordisk gas inte längre hjälper till att stötta upp marklagren ovanför. Det kan leda till jordbävningar och sjunkande marknivå, som påverkar ekosystem, byggnader och infrastruktur. En serie jordbävningar vid fossilgasfältet i Groningen har lett till stora skador i samhället. Efter återkommande protester beslutade Nederländerna att gasfältet i Groningen ska stängas ned år 2022.
Utvinning av fossilgas riskerar att påverka grundvatten, dels genom att vatten pumpas upp ur marken, och dels genom att föroreningar sprids till närliggande grundvattentäkter.
Hydrualisk spräckning (fracking) är en metod för att utvinna fossilgas som medför särskilda säkerhetsrisker. Fracking producerar stora mängder farligt avfall. Gas, kemikalier och radioaktivitet riskerar att förorena närliggande grundvatten, eller spridas via luften till arbetare och närliggande samhällen.
Gasexplosioner kan inträffa både under distribution av gasen och vid användning i privata hem och företag. Det är ovanligt i Sverige. Fossilgas är lättare än luft, och om utsläpp sker i det fria stiger gasen uppåt i atmosfären och späds ut, vilket minskar risken för antändning.
Komprimerad och flytande fossilgas räknas som farligt gods.
Fossilgas är osynlig och luktfri. För att lättare kunna upptäcka läckor tillsätts ett luktämne, till exempel tetrahydrotiofen.
Fossilgas som används i hem kan bilda kolmonoxid vid ofullständig förbränning. Kolmonoxidförgiftning kan vara livshotande, men dödsfall är numera ovanliga tack vare moderna system. Kolmonoxidvarnare finns idag tillgängliga för hushåll som använder fossilgas.

## Tillgångar

Länder med fossilgasreserver

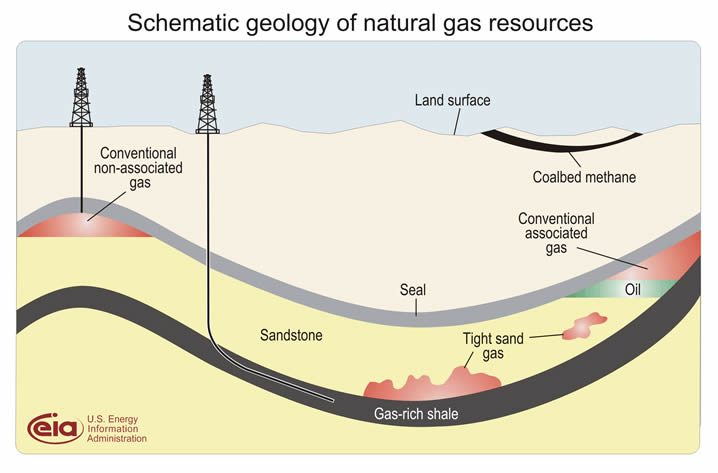
Olika sorters fossilgasreserver

Konventionell gas ansamlas i fickor under jordytan och är relativt lätt att utvinna med traditionell vertikal borrning. Okonventionell gas är en lös term för gas som utvinns från nya och annorlunda källor. Med okonventionell gas menas ofta skiffergas. Det ansamlas i skiffer, och har historiskt varit svårt att utvinna. I och med att teknologier för horisontell borrning och hydraulisk spräckning kombinerades i slutet av 1900-talet har skiffergas blivit tillgänglig att utvinna kommersiellt. Det har lett till stora förändringar i den globala energimarknaden.
Associerad fossilgas förekommer i samma fyndighet som olja. Icke associerad fossilgas hittas i fält som bara innehåller gas.
De tio länder med de största fossilgasreserverna är Ryssland, Iran, Quatar, Turkmenistan, Saudiarabien, USA, Förenade arabemiraten, Nigeria, Venezuela och Algeriet.
År 2015 var de tio största producenterna av fossilgas USA, Ryssland, Iran, Quatar, Kanada, Kina, EU, Norge, Saudiarabien och Indonesien. De största producenterna i Europa är Norge, Nederländerna, Storbritannien och Ukraina.
Produktionen av fossilgas minskar i EU. Groningen i Nederländerna hade en gång det tionde största fältet i världen, men det ska sluta producera fossilgas 2022. Flera länder i EU har också förbjudit fracking.
Sverige har ingen produktion av fossilgas.

## Distribution och handel
Den globala distributionen av fossilgas har genomgått stora förändringar i början av 2000-talet. Fossilgasmarknaden blir mer globaliserad och flexibel, mycket tack vare stora satsningar på infrastruktur för att distribuera flytande fossilgas.
Tillgången på fossilgas växer vilket gör att priset går ner. Till stor del på grund av ny teknik för att utvinna skiffergas med hjälp av hydraulisk spräckning. Efterfrågan på fossilgas ökar samtidigt, då gas ses som en billig strategi att på kort sikt minska utsläpp av växthusgaser. Framförallt i Kina som hoppas minska sitt beroende av kol.
Samtidigt varnar IPCC för att användningen av fossilgas måste minska med 15% till 2030, och 43% till 2050 för att vi ska klara 1,5 gradersmålet. I takt med att förnybara energikällor sjunker i pris blir fossilgasens framtid mer osäker.
Eftersom tillgången på fossilgas är ojämnt distribuerad mellan regioner, är tillgång till och distribution av fossilgas en viktig fråga i internationell politik, där länder strävar efter att kontrollera rörledningar.

### Infrastruktur
Fossilgasledningar är det mest ekonomiska sättet att transportera fossilgas. Ungefär var tionde mil komprimeras gasen i ledningarna i på kompressorstationer. Några av världens största rörledningar för fossilgas är West–East Gas Pipeline (över 20 000 km), som består av en serie ledningar från Xinjiang i västra Kina till Shanghai i öst, Transcontinental Pipeline (16 900 km) från Texas till New York, och Power of Siberia (3 968 km) som binder ihop gasnäten i Ryssland med Kina.
Flytande fossilgas (LNG) är praktiskt för transport över långa avstånd. Det krävs stora och avancerade anläggningar för att omvandla gasen till vätskeform och processen drar mycket el. Transporten kräver speciella tankfartyg eller lastbilar, som kan fortsätta att kyla gasen under transporten, vilket drar energi. Exempel på LNG-transporter: Transport från Arabiska halvön till Sydkorea och Japan, transport från Indonesien till Japan, transport från Hammerfest i Nordnorge och från Algeriet till Centraleuropa.
Lastbilstransport av mindre mängder komprimerad gas på gasflak, och flytande fordonsgas i tankbil är alternativ för leverans till platser som inte är anslutna till rörledningar.
Genom att konvertera fossilgas till kemikalier innan transport blir frakten billigare, enklare och energisnålare. Exempel på indirekt distribution av fossilgas är metanol och handelsgödsel från Trinidad-Tobago, och handelsgödsel, metanol och GTL-drivmedel från Mellanöstern.

### Distribution i EU
Inom Europa finns ett internationellt sammankopplat rörnät för fossilgas. Det började byggas i och med att fossilgasfältet i Groningen i Nederländerna upptäcktes 1959.
EU arbetar för att skapa en gemensam europeisk fossilgasmarknad. Målet är att “bygga upp en infrastruktur som gör det möjligt att köpa gas från vilken källa som helst och att sälja den inom EU, oberoende av nationella gränser.”
2019 importerade EU ca 70 % av behovet av fossilgas. Beroendet av gasimport väntas öka, då produktionen av fossilgas inom EU minskar. Till stor del på grund av att fossilgasfältet i Groningen kommer sluta producera gas år 2022.
2017 kom 40 % av EU:s import av fossilgas från Ryssland. 26 % av importen kom från Norge och 11 % från Algeriet. Beroendet av rysk fossilgas är kontroversiellt, framför allt efter Rysslands invasion av Ukraina 2022, men även tidigare. I januari 2009 stängdes leveransen av fossilgas ned under ett par veckor. Import från Ryssland sker också genom Yamal – Europe Gas Pipeline till Tyskland via Belarus och Polen, och genom ledningen Nord Stream, från Ryssland till Tyskland via Östersjöns botten. Gasledningen Nord Stream 2, som dubblar Nord Streams kapacitet, har kallats Europas mest kontroversiella energiprojekt, då den ökar Europas beoende av rysk energi. I augusti 2019 var två tredjedelar av Nord Stream 2 färdig.
För att minska EU:s beroende av rysk fossilgas har gasledningen Trans Adriatic Pipeline byggts från Grekland till Italien. Ledningen är en del av EU-kommissionens projekt Södra korridoren, och transporterar gas från Shah Deniz-gasfältet, vid Kaspiska havet i Azerbajdzjan.
Norge var 2009 Europas näst största producent av fossilgas, efter Ryssland. 
Rörledningar går under Engelska kanalen, Gibraltar sund, Irländska sjön, från Nordsjön och Norska havet till Frankrike, Belgien och Tyskland samt från Norge över Danmark till Polen. 
Från Algeriet går Trans-Mediterranean Pipeline (TransMed) via Tunisien och Sicilien till Italien. Via TransMed importerar EU gas från ett av världens största fossilgasfält: Hassi R'Mel i Algeriet.
För att ytterligare diversifiera tillgången till fossilgas satsar EU på att bygga ut LNG-terminaler. År 2018 deklarerade EU-kommissionens ordförande Jean-Claude Juncker och Donald Trump en gemensam avsikt att öka importen av flytande fossilgas till EU via LNG-tankfartyg från USA. Flytande fossilgas importeras också från Australien, Qatar, och östra Afrika.

### Distribution i Sverige
Huvudartikel: Fossilgas i Sverige
Sverige har två gasnät, Västsvenska stamnätet och Gasnätet Stockholm. Det västsvenska fossilgasnätet sträcker sig drygt 600 km från västra Skåne upp till Stenungsund i Bohuslän och försörjs med fossilgas via rörledning från Danmark. Gasnätet i Stockholm består ett nät för stadsgas och ett nät för fordonsgas, det försörjs med flytande fossilgas från Nynäshamns LNG-terminal.
Idag (2022) finns tre LNG-terminaler i Sverige, en i Lysekil, en i Nynäshamn och en i Göteborg. Ytterligare en, Oxgas, uppförs i Oxelösund.
Den svenska fossilgaslagen från 1 juli 2005 baseras på EU-direktivet 2003/55EG om en gemensam europeisk fossilgasmarknad. Fossilgaslagen (2005:403) innehåller bestämmelser om fossilgasledningar, lagringsanläggningar och förgasningsanläggningar samt om handel med fossilgas i vissa fall och om trygg fossilgasförsörjning. En fossilgasledning får inte byggas eller användas utan koncession av regeringen.